# Hitachi Rail Italy
 (avril 2024).
 (novembre 2014).
Hitachi Rail Italy S.p.A. est un constructeur italien de matériel roulant ferroviaire, filiale du groupe japonais Hitachi. Anciennement AnsaldoBreda S.p.A., filiale du groupe Finmeccanica, l'entreprise est née en 2001 de la fusion de la branche transport du groupe Ansaldo et de Breda Costruzioni Ferroviarie.
Le 24 février 2015, le groupe japonais Hitachi annonce avoir trouvé un accord avec Finmeccanica pour le rachat complet de l'entreprise AnsaldoBreda pour un montant de 36 millions d'euros.

## Histoire

### AnsaldoBreda
En 2009, AnsaldoBreda rachète STP (Système Transport Production), anciennement Cannes La Bocca Industries (CLBI), une société spécialisée dans la rénovation ferroviaire basée dans le quartier de La Bocca à Cannes, alors en graves difficultés financières. AnsaldoBreda conserve le seul et unique marché de l'entreprise, à savoir la rénovation des rames de type MF 77 de la RATP. Le marché prévoyait la rénovation des rames circulant sur la ligne 13 du métro de Paris, ainsi qu'une option sur celles des lignes 7 et 8. Le 12 septembre 2011, AnsaldoBreda France dépose son bilan à la suite de la décision de la RATP de ne pas exercer cette option. L'opérateur parisien estimait avoir « subi un préjudice considérable en raison de la très mauvaise exécution du marché de rénovation de la ligne 13 par Ansaldobreda France et sa société mère italienne, AnsaldoBreda SpA », pointant notamment le retard important ainsi que la mauvaise qualité des travaux de rénovation.
En butte à des difficultés financières, le groupe Finmeccanica a présenté, en novembre 2011, un plan de restructuration, prévoyant la vente de l'ensemble ou d'une partie de ses filiales dans les domaines du transport et de l'énergie, y compris d'AnsaldoBreda. Des discussions seraient en cours notamment avec le conglomérat industriel japonais Hitachi.

### Les JV AnsaldoBreda en Chine
Le 21 mars 2013, le groupe italien a créé, avec le groupe chinois SICC -  Chonqing Chuany Automation Co. Limited, une coentreprise en Chine.
Dotée d'un capital de 6,3 millions d'euros répartis à 50 % entre les deux partenaires, la nouvelle société a implanté son siège social à Chongqing. Elle a pour objectif de concevoir, fabriquer et commercialiser dans la zone Asie les systèmes électriques de traction, les services auxiliaires et le système TCMS (Train Monitoring Control System) brevetées par AnsaldoBreda, pour les rames et métros de type B, c'est-à-dire, les convois composés de 6 voitures traditionnelles avec conducteur.
Cette implantation chinoise fait suite à la création, en octobre 2012, d'une première société mixte avec le groupe chinois CNR Dalian pour la fabrication de 600 rames de tram Sirio avec la technique Tramwave, sans caténaire,.

### Acquisition par Hitachi
En juin 2014, alors que le rachat ne se concrétise toujours pas, le conseil d’administration de Finmeccanica approuve l'accélération de la cession de son pôle de transport ferroviaire comprenant AnsaldoBreda et Ansaldo STS, et met à disposition des informations financières détaillées aux candidats. Parmi les acheteurs potentiels figurent Bombardier, CNR et Thales. En novembre 2014, Finmeccanica confirme que seul Hitachi a déposé une offre reprise pour AnsaldoBreda et Ansaldo STS.
Le 24 février 2015, le groupe japonais Hitachi annonce avoir trouvé un accord avec Finmeccanica pour le rachat complet de l'entreprise AnsaldoBreda pour un montant de 36 millions d'euros. Le 5 mai 2015, la Commission européenne approuve l'acquisition.

## Produits
Hitachi Rail Italy réalise des trains complets, des trains à grande vitesse, des locomotives diesel et électriques ou mixtes, des rames autonomes électriques à deux étages, Electric Multiple Unit (EMU), Diesel Multiple Unit (DMU), des voitures de chemin de fer à un ou deux étages, des rames de métro et des tramways comme le Sirio. La société développe de nouveaux produits mais réalise aussi des modernisations de matériels existants dans ses usines de Naples et Pistoia. Elle a notamment produit :

### Rames à grande vitesse
- les rames à grande vitesse, V250 destiné à la LGV numéro 4 de Bruxelles à Amsterdam,
- les ETR 500, 1re et 2e génération, mono et polytensions, destinées aux réseaux européens,
- les ETR 1000, initialement en association avec Bombardier puis seul suite au rachat de Bombardier par Alstom, pour les chemins de fer italiens Ferrovie dello Stato.

### Trains inter-cités
En 2000, DSB, les chemins de fer danois, commandent au total 83 trains autorail composés de quatre voitures, appelés IC4 (ou DSB MG) et destinés au trafic inter-cités. Initialement, ces trains devaient être mis en service entre 2004 et 2006, mais ce n'est qu'en 2007 que les premières rames étaient en cours de homologation sur le réseau DSB. La livraison et la mise en service des IC4 ont connu quelques déboires techniques, mais aujourd'hui tous les rames ont été définitivement mises en service.

### Locomotives
- FS E.402A
- FS E.402B

### Trains régionaux

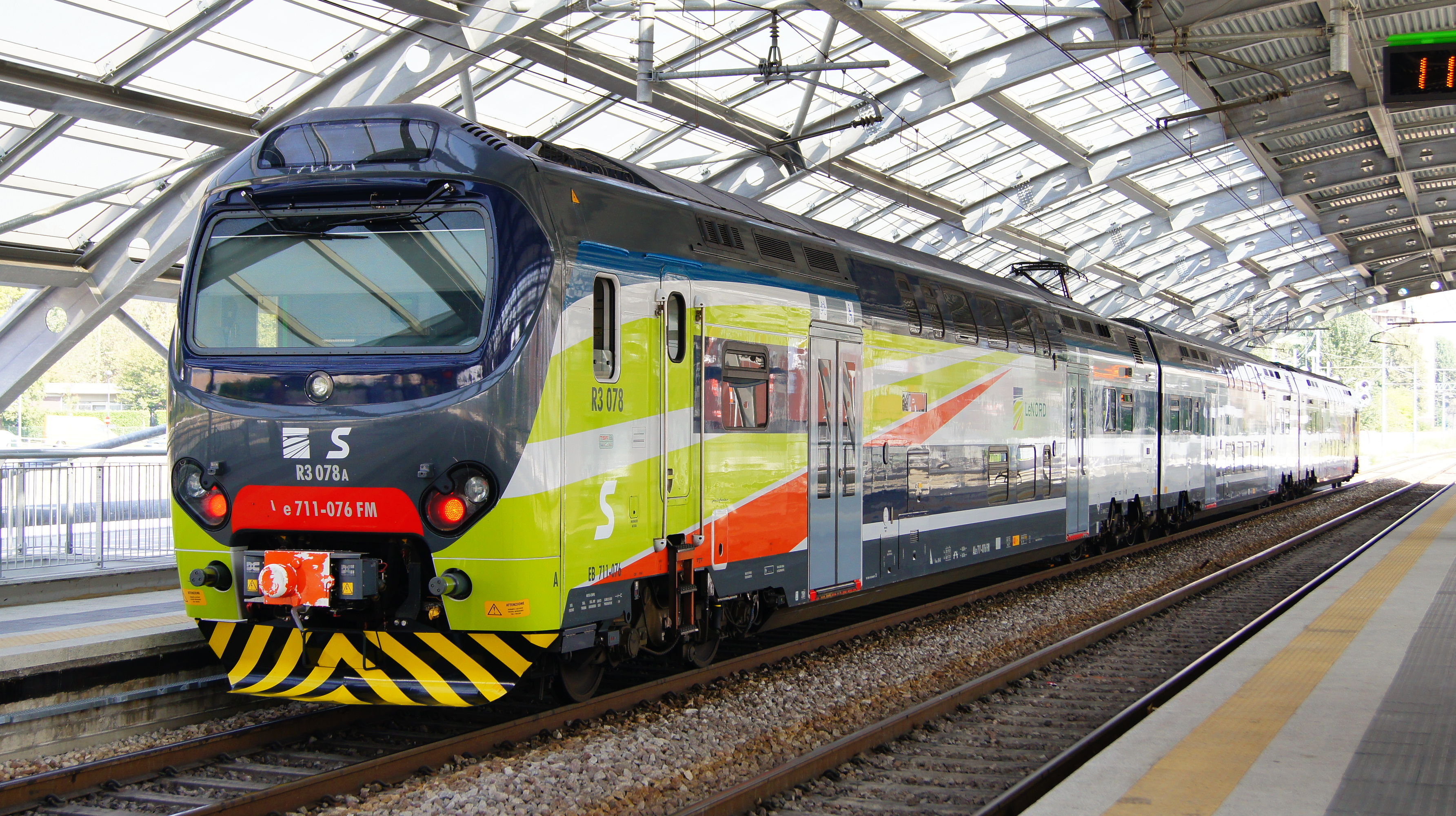
Automotrice TSR, en Italie.

Hitachi Rail Italy propose différents modèles d'automotrices, destinées aux services régionaux et de banlieue. Des trains à deux niveaux de type Treno Alta Frequentazione (TAF) ont été livrés à Trenitalia et aux Ferrovie Nord Milano. Les trains Treno Servizi Regionali (TSR) constituent une variante plus adaptée aux besoins du trafic régional. Des rames similaires ont été également livrées à l'ONCF, les chemins de fer marocains.
La Circumvesuviana, un réseau de chemin de fer local à voie étroite situé dans l'agglomération et la périphérie de Naples, est également équipée de 26 rames automotrices construites par Hitachi Rail Italy. Les NSB, les chemins de fer norvégiens, disposent de 36 rames BM72.

### Métros et tramways
Hitachi Rail Italy, anciennement AnsaldoBreda, fait partie des principaux constructeurs de rames de métro (conduite manuelle et automatique) et de tramway.
Il équipe entre autres le métro d'Atlanta, le métro de Milan (trains Meneghino), le métro de Boston, le métro de Fortaleza, le métro de Los Angeles et le métro de Madrid (Séries 7000 et 9000 circulant sur les lignes 7 et 10).
Les métros automatiques AnsaldoBreda circulent entre autres sur le métro de Copenhague et ont été retenus pour le métro de Brescia et le métro de Thessalonique, par exemple. Le constructeur italien est le leader mondial dans ce secteur avec plus de 30 % de part du marché mondial (2013).

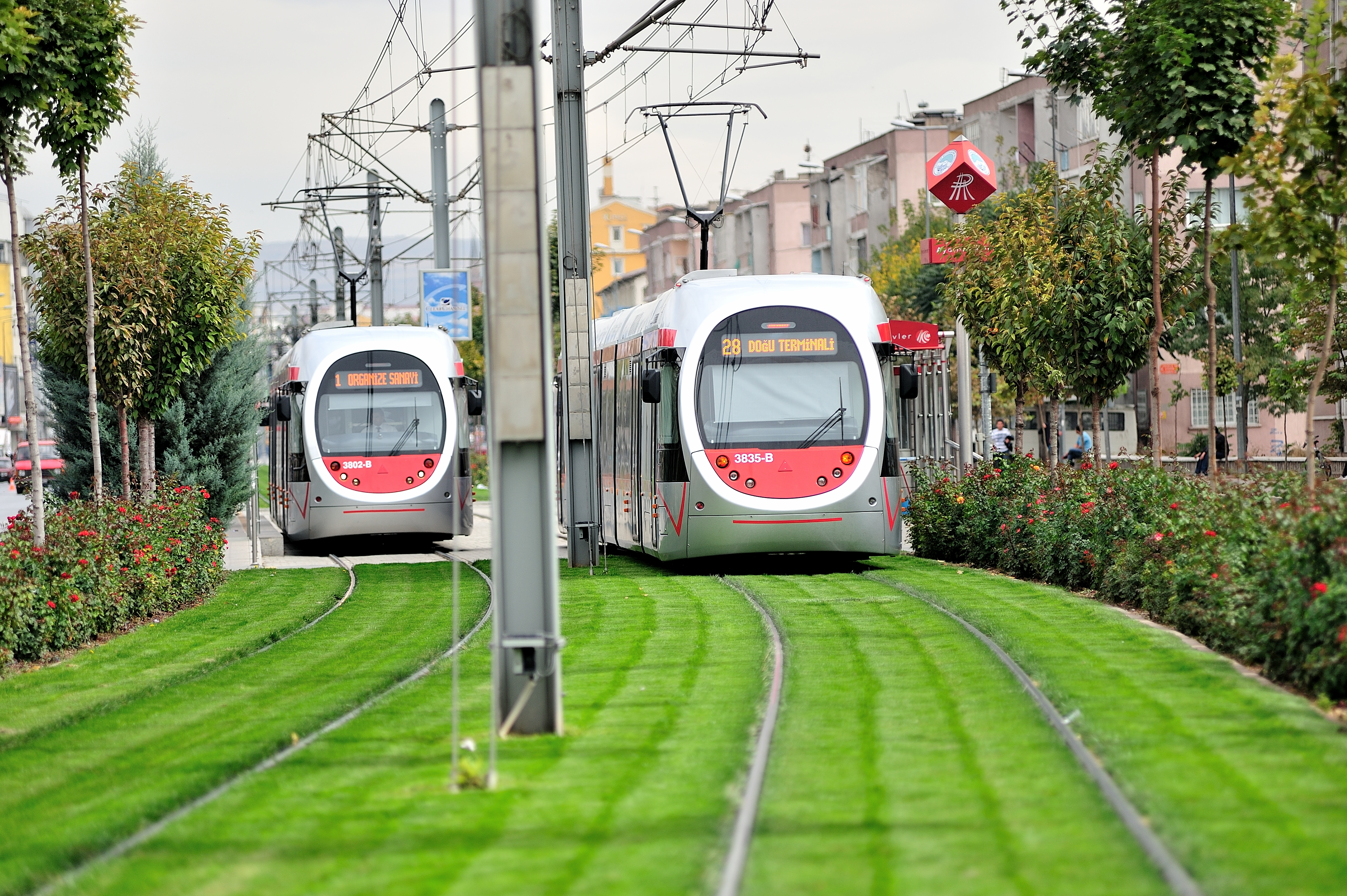
Rames du type Sirio à Kayseri, en Turquie

Les tramways du type Sirio construits par AnsaldoBreda circulent dans de nombreuses villes, notamment en Italie, mais également dans d'autres pays européens. Parmi les réseaux exploitant ce type de matériel figurent :
- le tramway d'Athènes ;
- le tramway de Florence ;
- le métro léger de Kayseri ;
- le tramway de Milan 137 rames ;
- le tramway de Naples 22 rames ;
- le métro léger de Samsun ;
- le tramway de Sassari ;
- le métro de ZhuHai (Chine).

Le 28 mars 2014, un consortium mené par le Groupe ACS et dans lequel AnsaldoBreda détient 12 %, a été sélectionné pour concevoir, financer, construire, opérer et maintenir la future ligne 2 du métro de Lima, au Pérou, sur une durée de 30 ans.

### Trolleybus
- AnsaldoBreda 4001
- AnsaldoBreda F15
- AnsaldoBreda F19
- AnsaldoBreda F22